# Friedhofskapelle (Impfingen)

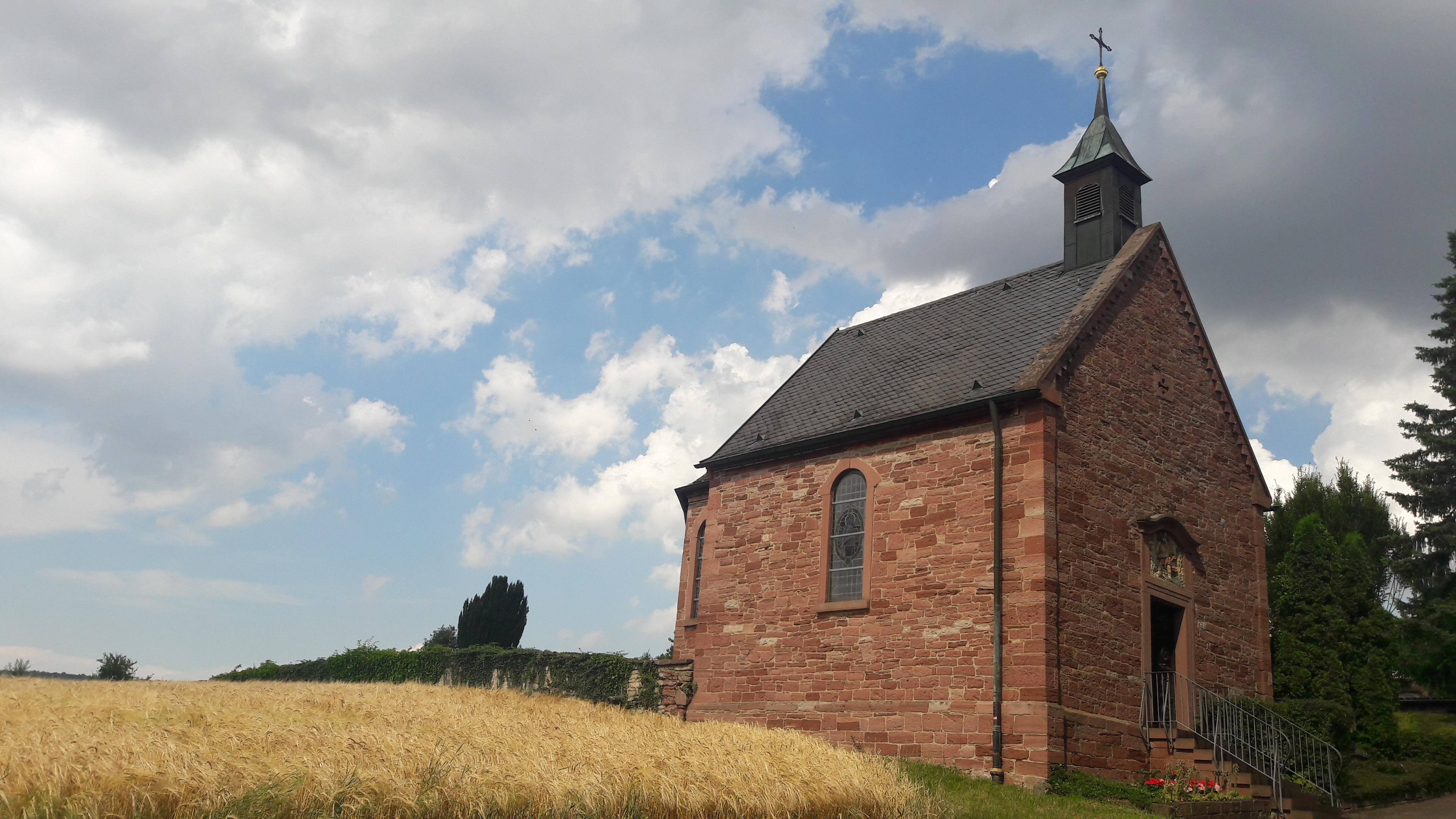
Die Friedhofskapelle in Impfingen

Die römisch-katholische Friedhofskapelle in Impfingen, einem Stadtteil von Tauberbischofsheim im Main-Tauber-Kreis, wurde in der Mitte des 19. Jahrhunderts errichtet. Geweiht ist sie dem heiligen Karl Borromäus, einem Kirchenreformer im Zuge des Konzils von Trient.

## Geschichte und Ausstattung
Die Kapelle wurde im Jahre 1851 errichtet. Der Tabernakelaltar im Zentrum der Kapelle wurde 1981 aus der Pfarrei Ravenstein-Ballenberg erworben. Dessen Reliefs zeigen links das Opfer des Melchisedek, rechts das Opfer des Abraham. An der linken Seitenwand ist eine Kreuzigungsgruppe zu sehen, ihr gegenüber die Kopie einer Madonna mit dem Kind. Das gotische Original befindet sich in Brenbrunn.
Am Eingang befinden sich Gedächtnistafeln für die Gefallenen und Vermissten des Kriegs von 1870/71 und der beiden Weltkriege. Über dem Haupteingang befindet sich eine Statue des Apostels Jakobus, Patron der Pilger und Ortspatron von Impfingen. Daneben befinden sich Schmetterling-Reliefs an der Eingangstür und ein Christopherus-Relief an der Außenwand. Etwas unterhalb der Kapelle beginnt der vierzehn Stationen umfassende Impfinger Kreuzweg. Beim Impfinger Kreuzweg handelt es sich um die Sehenswürdigkeit Nr. 8 von 18 des Impfinger Bildstockwanderwegs (Kreuzweg mit Andachtskreuz).
Die Friedhofskapelle gehört heute zur Impfinger Pfarrgemeinde St. Nikolaus der Seelsorgeeinheit Tauberbischofsheim, die dem Dekanat Tauberbischofsheim des Erzbistums Freiburg zugeordnet ist. Der dazugehörige Friedhof gehört zur Stadt Tauberbischofsheim.

## Denkmalschutz
Die Kapelle steht als Teil der Sachgesamtheit Friedhof mit Friedhofskapelle und Kreuzigungsgruppe unter Denkmalschutz.